# Aborto em Portugal
Em Portugal, o aborto voluntário (ou interrupção voluntária de gravidez) foi legalizado por referendo realizado em 2007 e é permitido até a décima semana de gravidez se assim quiser a mulher independentemente dos motivos.
O aborto é permitido até à 10.ª semana de gestação a pedido da grávida, podendo ser realizado no Serviço Nacional de Saúde ou em estabelecimentos de saúde privados autorizados. A Lei n.º 16/2007, de 17 de Abril indica que é obrigatório um período mínimo de reflexão de três dias e que tem de ser garantido à mulher "a disponibilidade de acompanhamento psicológico durante o período de reflexão" e "a disponibilidade de acompanhamento por técnico de serviço social, durante o período de reflexão" quer para estabelecimentos públicos quer para clínicas particulares. A mulher tem de ser informada "das condições de efetuação, no caso concreto, da eventual interrupção voluntária da gravidez e suas consequências para a saúde da mulher" e das "condições de apoio que o Estado pode dar à prossecução da gravidez e à maternidade;". Também é obrigatório que seja providenciado "o encaminhamento para uma consulta de planeamento familiar."
O aborto também é permitido nas seguintes situações :
- Até às 16 semanas, em caso de violação ou crime sexual (não sendo necessário que haja queixa policial).

- Até às 24 semanas, em caso de malformação do feto.

- Em qualquer momento, em caso de risco para a grávida ("perigo de morte ou de grave e irreversível lesão para o corpo ou para a saúde física ou psíquica da mulher grávida") ou no caso de fetos inviáveis.

Nas situações permitidas o aborto pode ser realizado quer em estabelecimentos públicos quer em clínicas particulares devidamente autorizadas.
As mulheres que tenham realizado uma interrupção voluntária da gravidez ou tenham tido um aborto espontâneo têm direito a licença por um mínimo de 14 dias e um máximo de 30 dias.
O aborto provocado por terceiros sem consentimento da grávida é punível com dois anos de prisão. Estas penas são aumentadas em caso de "morte ou ofensa à integridade física grave da mulher grávida", ou no caso de tal prática ser habitual. A própria mulher grávida que faça uma interrupção voluntária da gravidez ilegal é punível com três anos de prisão.
Em 2015 foi aprovada a introdução de taxas moderadoras para a realização de abortos. A medida foi controversa e foi abolida logo no ano seguinte.

## História do aborto induzido a pedido da mulher
Em 28 de junho de 1998 foi realizado um referendo no qual o não à despenalização ganhou com 51% dos votos expressos (apenas 31% do eleitorado foi às urnas). No referendo 1 308 130 pessoas votaram sim, 1 356 754 votaram não e a pergunta era: «Concorda com a despenalização da Interrupção Voluntária da Gravidez, se realizada por opção da mulher nas primeiras 10 semanas em estabelecimento de saúde legalmente autorizado?».
Em Outubro de 2006, a Assembleia da República, com os votos favoráveis do Partido Socialista (PS) e Bloco de Esquerda (BE), a abstenção do Partido Social-Democrata (PSD) e o voto contra do Partido Comunista Português (PCP), dos Verdes e do CDS-PP, decidiu convocar um novo referendo. O Presidente da República Aníbal Cavaco Silva marcou o referendo para o dia 11 de Fevereiro de 2007. O referendo teve a seguinte pergunta: «Concorda com a despenalização da interrupção voluntária da gravidez, se realizada, por opção da mulher, nas primeiras dez semanas, em estabelecimento de saúde legalmente autorizado?». O resultado oficial foi 59,25% "sim" (2 231 529 votantes) e 40,75% "não" (1 534 669 votantes).
O comparecimento às urnas não foi suficiente para tornar vinculativo o referendo (tal como tem acontecido em todos os referendos até à altura realizados em Portugal). Porém, o Parlamento aprovou a legalização da interrupção voluntária da gravidez até a 10.ª semana de gravidez com os votos favoráveis do PS, BE, PCP e dos Verdes e 21 deputados do PSD; a maioria dos deputados do PSD, o CDS e três independentes da bancada do PS votaram contra. Em abril de 2007, o Presidente da República, Aníbal Cavaco Silva, sancionou a lei que não estabelece restrições adicionais, mas pede por um período obrigatório de reflexão de três dias antes que o procedimento seja realizado.
Em 17 de Abril de 2007 foi publicado no Diário da República as alterações que permitem a realização do mesmo a pedido da mulher de acordo com os resultados do referendo de 2007, com efeito prático 5 dias depois. No entanto o governo ainda terá de regulamentar a lei dispondo de 90 dias para tal.

## Objecção de consciência
Em 2007, diante da pressão exercida pelo governo para que fosse retirado do código de deontologia médica a afirmação de que "o aborto constitui uma falta deontológica grave", o então presidente da Ordem dos Médicos, que representa cerca de 35.000 médicos, defendeu o direito dos médicos à objecção de consciência no caso de aborto. Afirmou que "os médicos têm o direito de manter a sua própria opinião".
Ter uma opinião e princípios éticos é o que separa os seres humanos de um rebanho de ovelhas afirmou. Sob a ameaça de que a questão seja levada aos tribunais, o presidente da Ordem redarguiu que "o Código só pode ser modificado pelos médicos e não pelo ministro da Saúde." Nunes disse que um médico tem direito a perguntar-se se uma vida humana começa na concepção e, se assim o crê, "não deveria realizar abortos".
No entanto, poucos meses depois a versão prévia, em discussão até Setembro de 2008, do novo código deontológico foi aprovado por unanimidade pelo conselho nacional executivo da Ordem dos Médicos permitindo a interrupção voluntária da gravidez segundo a lei vigente, deixando ao critério de cada médico decidir de consciência "quando começa a vida humana".

## Referendos

### 1998
O primeiro referendo em Portugal, sobre a despenalização do aborto (interrupção voluntária da gravidez), foi realizado a 28 de Junho de 1998, tendo a pergunta sido:

Concorda com a despenalização da interrupção voluntária da gravidez, se realizada, por opção da mulher, nas dez primeiras semanas, em estabelecimento de saúde legalmente autorizado?— CNE Resultados Eleitorais
Os resultados foram os seguintes:
| Resposta   | Votos     | %      |
| ---------- | --------- | ------ |
| Sim        | 1.308.130 | 49,09% |
| Não        | 1.356.754 | 50,91% |
| Nulos      | 15.562    | 0,57%  |
| Brancos    | 29.057    | 1,07%  |
| Válidos    | 2.664.884 | 98,35% |
| Votantes   | 2.709.503 | 31,89% |
| Abstenções | 5.786.586 | 68,11% |
| Inscritos  | 8.496.089 | 100%   |

### 2007
O segundo referendo, igualmente sobre a despenalização do aborto (interrupção voluntária da gravidez), foi realizado a 11 de fevereiro de 2007. A pergunta colocada aos eleitores era em tudo semelhante à do primeiro escrutínio sobre a questão:
Concorda com a despenalização da interrupção voluntária da gravidez, se realizada, por opção da mulher, nas dez primeiras semanas, em estabelecimento de saúde legalmente autorizado?— CNE Resultados Eleitorais
Os resultados foram os seguintes:
| Resposta   | Votos     | %      |
| ---------- | --------- | ------ |
| Sim        | 2.231.529 | 59,25% |
| Não        | 1.534.669 | 40,75% |
| Nulos      | 25.884    | 0,67%  |
| Brancos    | 48.094    | 1,25%  |
| Válidos    | 3.766.198 | 98,07% |
| Votantes   | 3.840.176 | 43,57% |
| Abstenções | 4.973.840 | 56,43% |
| Inscritos  | 8.814.016 | 100%   |

A campanha eleitoral do segundo referendo sobre o aborto mobilizou muito mais pessoas e meios - e emoções - do que a de 1998. De acordo com dados da Comissão Nacional de Eleições (CNE), os grupos de cidadãos – alguns constituídos para o efeito, outros já existentes – que entregaram processos de legalização com vista à participação nos tempos de antena reuniram um total de 260 000 assinaturas, enquanto sete anos antes o total não ultrapassara 50 000, ou seja, cerca de cinco vezes menos.
Após a verificação dos processos, a CNE deu luz verde a 19 movimentos, cinco pelo “sim” e 14 pelo “não”: Aborto a pedido? Não!; Alentejo Pelo Não; Algarve pela Vida; Diz Não à Discriminação; Diz Que Não; Em Movimento Pelo Sim; Escolhe a Vida; Guard'a Vida; Jovens Pelo Sim; Juntos Pela Vida; Liberalização do Aborto Não; Mais Aborto Não; Médicos Pela Escolha; Minho Com Vida; Movimento Cidadania e Responsabilidade Pelo Sim; Movimento Voto Sim; Norte Pela Vida; Plataforma "Não Obrigada"; Vida, Sempre.
Na campanha participaram ainda dez partidos e coligações: BE (Bloco de Esquerda), CDS-PP (Partido Popular), PCP (Partido Comunista Português), PEV (Partido Ecologista "Os Verdes"), PH (Partido Humanista), PNR (Partido Nacional Renovador), POUS (Partido Operário de Unidade Socialista), PPD/PSD (Partido Social Democrata), PPM (Partido Popular Monárquico), PS (Partido Socialista)
Os partidários do “sim” argumentavam que só com a despenalização da interrupção voluntária da gravidez se poderia pôr fim ao aborto clandestino, que constitui um grave risco não só para a saúde como para a própria vida da mulher. Sendo acompanhada num quadro hospitalar, a mulher teria acesso a aconselhamento médico, nomeadamente sobre métodos contraceptivos. Além disso, a nova lei não iria aumentar o número de interrupções voluntárias da gravidez nem obrigar nenhuma mulher a abortar.
Os partidários do “não” contrapunham que a vida humana deve ser protegida desde a concepção, sendo pois o aborto uma forma de discriminação contra o feto. Considerando que a lei vigente já protegia as mulheres, permitindo o aborto nos casos de risco para a saúde da mãe, de malformação do feto e violação, a despenalização mais não faria que aumentar a prática do aborto, alegadamente prejudicial à saúde física e psíquica da mulher, para mais recaindo os custos sobre os contribuintes.

## Números
Segundo a PorData, e os Relatórios da DGS  o número de interrupções voluntárias de gravidez (por todos os motivos, incluindo opção da mulher) efetuadas em hospitais, por ano, foi de:
| Anos | Natureza institucional | Natureza institucional | Natureza institucional | Gráfico |
| Anos | Total | Oficial                | Privado                | Gráfico |
| ---- | --- | ---------------------- | ---------------------- | --- |
| 1999 | 454 | 447                    | 7                      | Esta página contém um gráfico que utiliza a extensão <graph> . A extensão está temporariamente indisponível e será reativada quando possível. Para mais informações, consulte o ticket T334940 . |
| 2000 | 576 | 571                    | 5                      | Esta página contém um gráfico que utiliza a extensão <graph> . A extensão está temporariamente indisponível e será reativada quando possível. Para mais informações, consulte o ticket T334940 . |
| 2001 | 675 | 672                    | 3                      | Esta página contém um gráfico que utiliza a extensão <graph> . A extensão está temporariamente indisponível e será reativada quando possível. Para mais informações, consulte o ticket T334940 . |
| 2002 | 828 | 825                    | 3                      | Esta página contém um gráfico que utiliza a extensão <graph> . A extensão está temporariamente indisponível e será reativada quando possível. Para mais informações, consulte o ticket T334940 . |
| 2003 | 563 | 529                    | 34                     | Esta página contém um gráfico que utiliza a extensão <graph> . A extensão está temporariamente indisponível e será reativada quando possível. Para mais informações, consulte o ticket T334940 . |
| 2004 | 710 | 699                    | 11                     | Esta página contém um gráfico que utiliza a extensão <graph> . A extensão está temporariamente indisponível e será reativada quando possível. Para mais informações, consulte o ticket T334940 . |
| 2005 | 798 | 786                    | 12                     | Esta página contém um gráfico que utiliza a extensão <graph> . A extensão está temporariamente indisponível e será reativada quando possível. Para mais informações, consulte o ticket T334940 . |
| 2006 | 1.215 | 1.203                  | 12                     | Esta página contém um gráfico que utiliza a extensão <graph> . A extensão está temporariamente indisponível e será reativada quando possível. Para mais informações, consulte o ticket T334940 . |
| 2007 | 4.325 | 4.195                  | 130                    | Esta página contém um gráfico que utiliza a extensão <graph> . A extensão está temporariamente indisponível e será reativada quando possível. Para mais informações, consulte o ticket T334940 . |
| 2008 | 18.014 | 12.677                 | 5.337                  | Esta página contém um gráfico que utiliza a extensão <graph> . A extensão está temporariamente indisponível e será reativada quando possível. Para mais informações, consulte o ticket T334940 . |
| 2009 | 19.848 | 13.824                 | 6.024                  | Esta página contém um gráfico que utiliza a extensão <graph> . A extensão está temporariamente indisponível e será reativada quando possível. Para mais informações, consulte o ticket T334940 . |
| 2010 | 19.560 | 13.585                 | 5.975                  | Esta página contém um gráfico que utiliza a extensão <graph> . A extensão está temporariamente indisponível e será reativada quando possível. Para mais informações, consulte o ticket T334940 . |
| 2011 | 19.921 | 13.372                 | 6.549                  | Esta página contém um gráfico que utiliza a extensão <graph> . A extensão está temporariamente indisponível e será reativada quando possível. Para mais informações, consulte o ticket T334940 . |
| 2012 | 18.615 | 12.900                 | 5.715                  | Esta página contém um gráfico que utiliza a extensão <graph> . A extensão está temporariamente indisponível e será reativada quando possível. Para mais informações, consulte o ticket T334940 . |
| 2013 | 17.728 | 12.186                 | 5.542                  | Esta página contém um gráfico que utiliza a extensão <graph> . A extensão está temporariamente indisponível e será reativada quando possível. Para mais informações, consulte o ticket T334940 . |
| 2014 | 16.180 | 11.403                 | 4.777                  | Esta página contém um gráfico que utiliza a extensão <graph> . A extensão está temporariamente indisponível e será reativada quando possível. Para mais informações, consulte o ticket T334940 . |
| 2015 | 16.028 | 11.439                 | 4.589                  | Esta página contém um gráfico que utiliza a extensão <graph> . A extensão está temporariamente indisponível e será reativada quando possível. Para mais informações, consulte o ticket T334940 . |
| 2016 | 15.959 | —                      | —                      | Esta página contém um gráfico que utiliza a extensão <graph> . A extensão está temporariamente indisponível e será reativada quando possível. Para mais informações, consulte o ticket T334940 . |
| 2017 | 15.492 | 11.035                 | 4.457                  | |
| 2018 | 14.928 | 10.650                 | 4.278                  | |
| 2019 | 15.358 | -                      | -                      | |
| 2020 | 14.369 | -                      | -                      | |
| 2021 | 12.159 | -                      | -                      | |
| 2022 | 16.471 | 10.883                 | 4.987                  | |
|      | Esta página contém um gráfico que utiliza a extensão <graph>. A extensão está temporariamente indisponível e será reativada quando possível. Para mais informações, consulte o ticket T334940. |                        |                        | |